# Whirligig

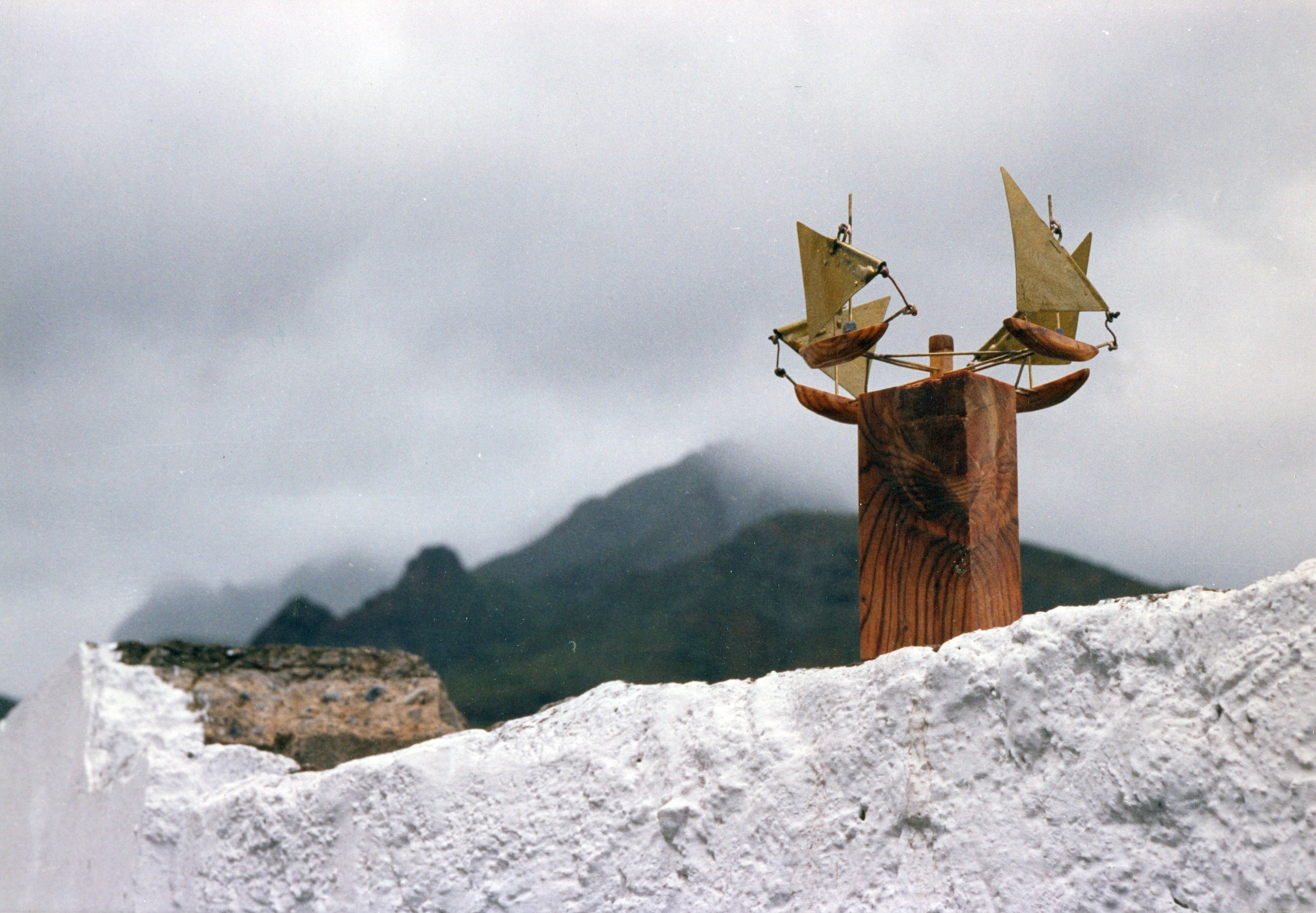
Segelschiffkarussel (Windspiel)

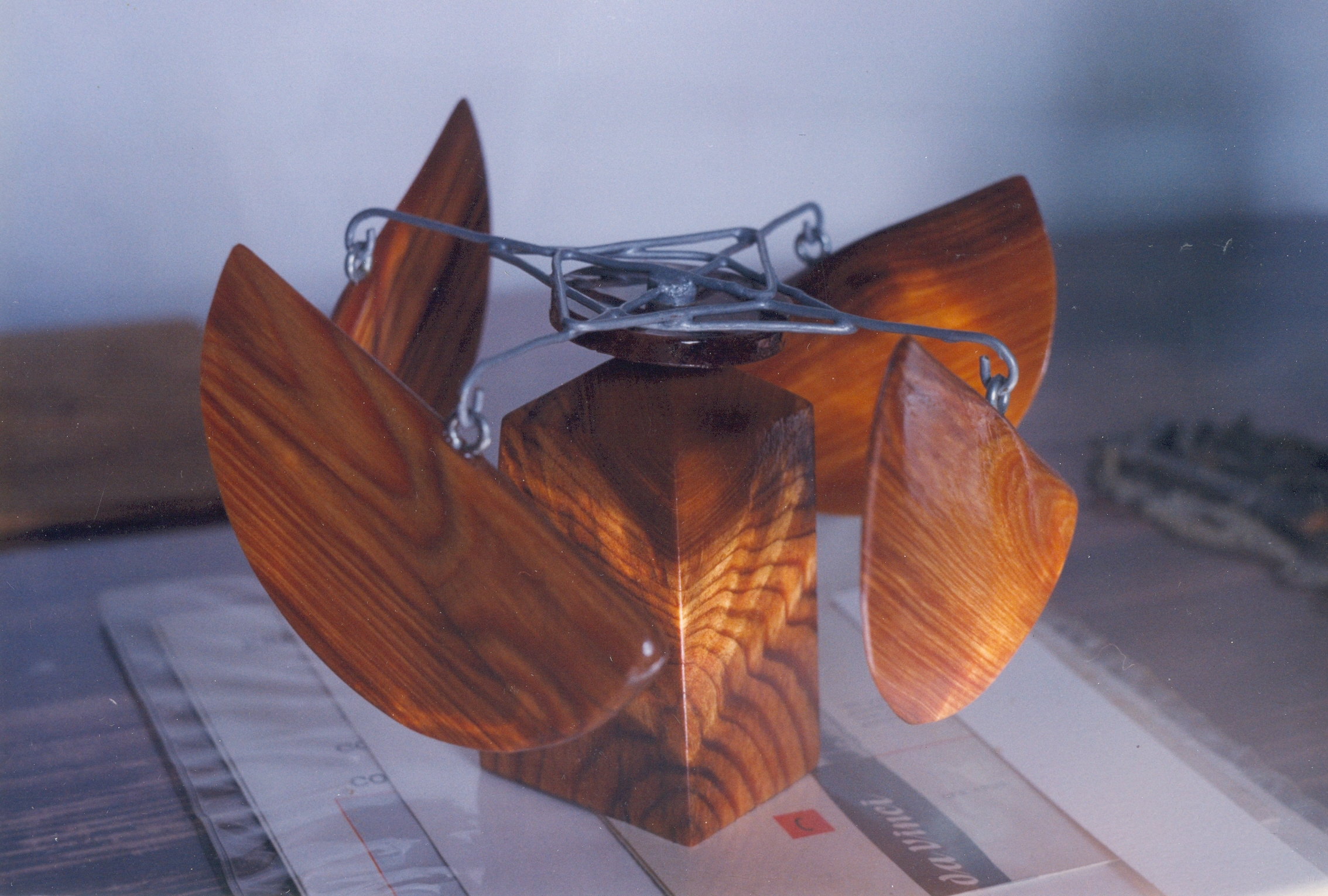
Whirligig-Kunsthandwerk

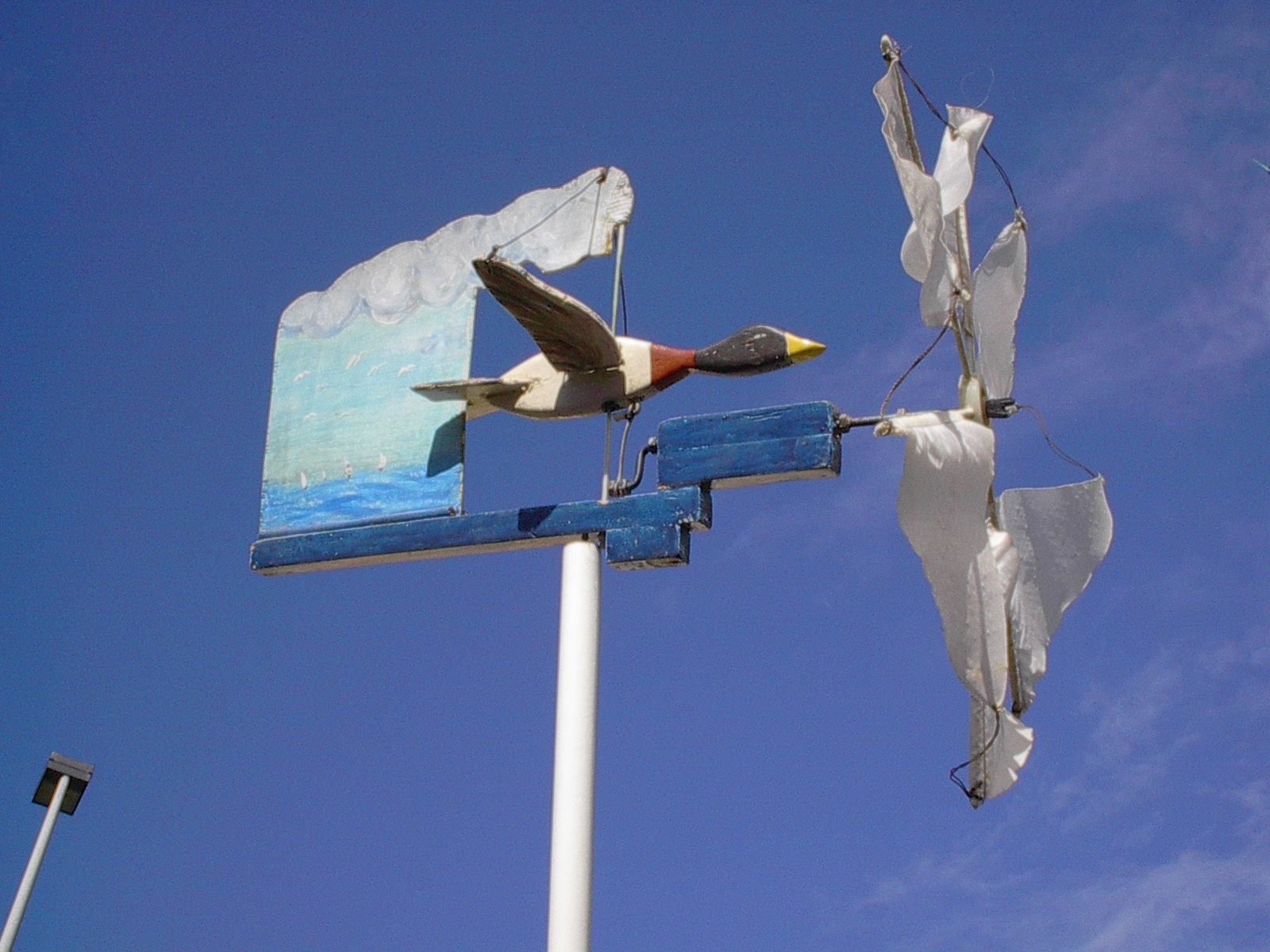
Whirligig als fliegende Wildente von Antonio Ferrer Martinez, Barcelona

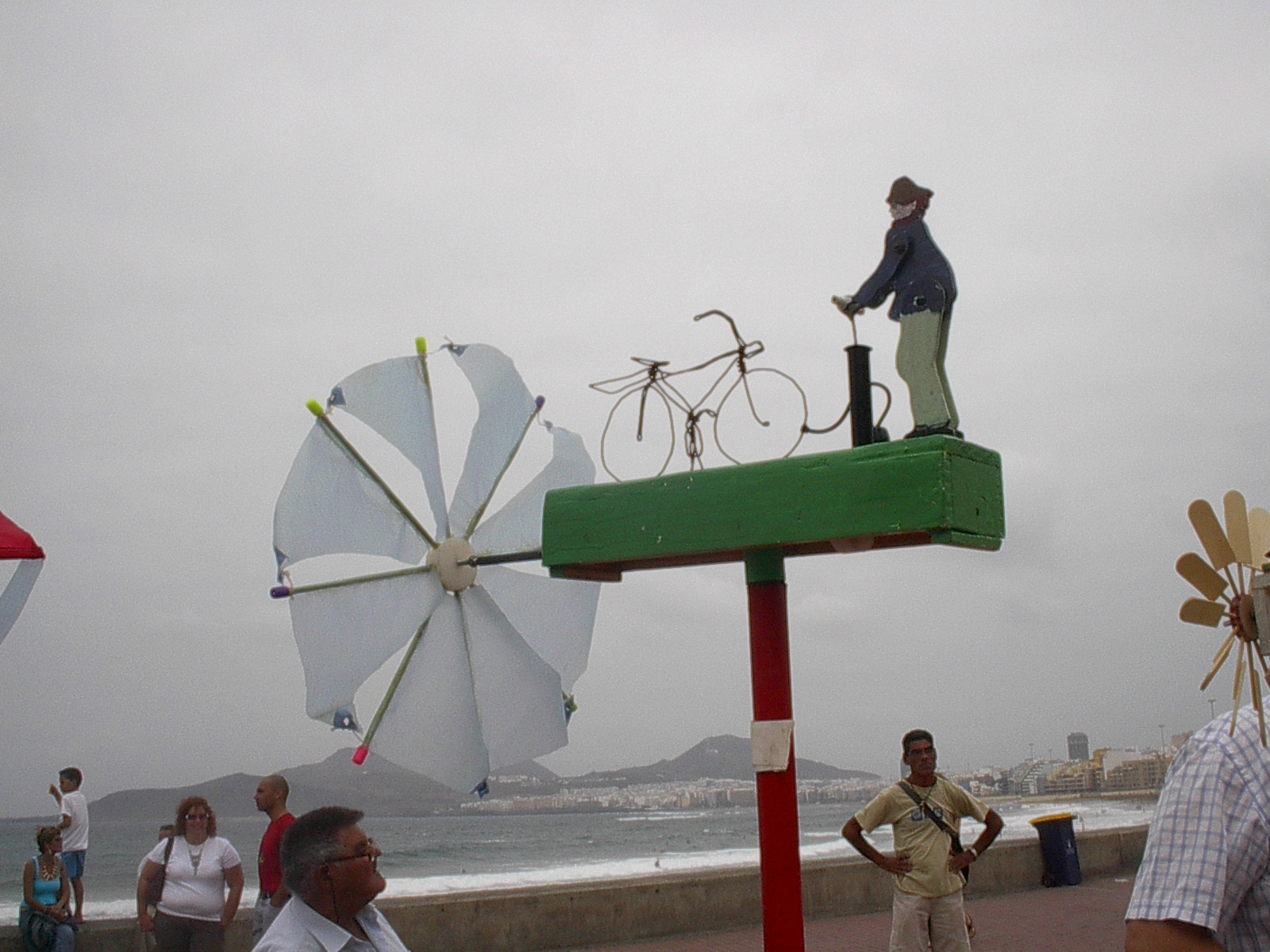
Whirligig mit Radler, der Luft in seinen Reifen pumpt, von Antonio Ferrer Martinez, Barcelona

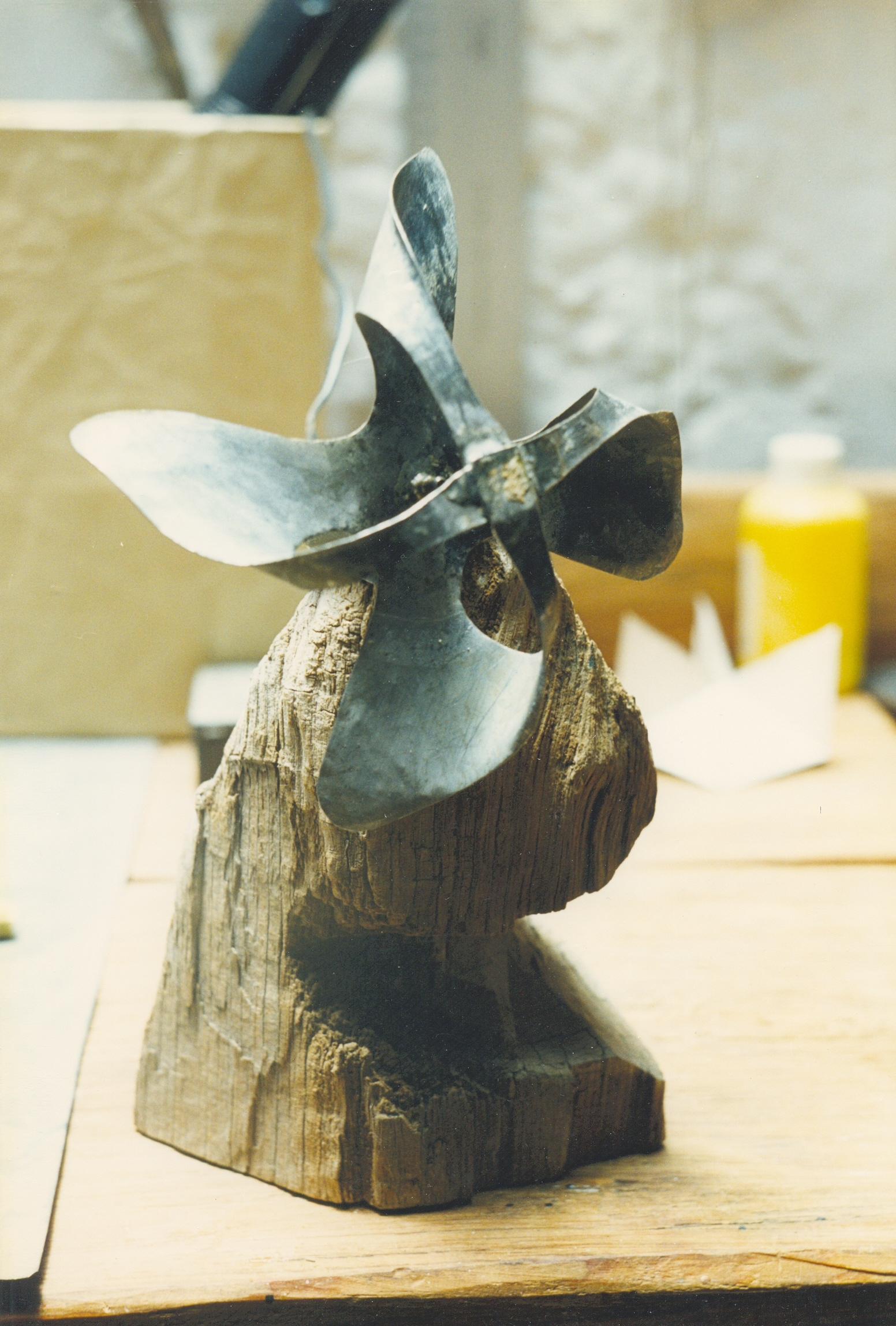
Whirligig nach einem physikalischen Spielzeug von Wolfgang Bürger

Whirligig ist die amerikanische Bezeichnung für ein Windrad, das mit der Windkraft über einen Mechanismus Figuren oder Objekte in Bewegung versetzt und als Kunstwerk, zur Zierde und Dekoration oder als Aushängeschild dient. Whirligigs sieht man in Gärten, auf Hausdächern und auch in Parks oder auf freien Plätzen an exponierter Stelle, wo immer sie vom Wind in Bewegung gesetzt werden können. Als Kunstobjekt oder Dekorationsgegenstand verrichtet das Whirligig ansonsten keine Nutzarbeit und erzeugt auch keine Energie im Sinne einer Windmühle oder Windkraftanlage.
Ein Whirligig ist ein Objekt, das rotiert oder an dem sich zumindest ein Teil im Wind dreht.

## Geschichte
Das Wort Whirligig, das vom englischen Verb to whirl abstammt, ist seit dem Jahr 1440 belegt; es wurde für verschiedene Varianten sich drehender Spielzeuge angewandt. Danach wurde der Begriff Whirligig für im und mit dem Wind drehende Windspiele aus der allgemeinen Bezeichnung des gleichen Wortes für sich drehendes Spielzeug unverändert übernommen.
So vergaben die Vereinigten Staaten von Amerika im Jahr 1866 ein Patent für ein dem Jo-Jo-ähnelndes Spielzeug, das in der Patentschrift als Whirligig bezeichnet wurde.

## Herstellung
Die Herstellung von Whirligigs geschieht meist in der Bastlerwerkstatt, doch gibt es auch einige Kunsthandwerker, die sich auf solche Arbeiten spezialisiert haben oder diese nebenher auch anfertigen. Dies geschieht in Handarbeit, kann in erfinderischer Kreativität immer wieder neue Variationen hervorbringen, doch gibt es auch Vorlagen zum Nachbau, die dann kopiert werden. Auch Künstler haben sich des Themas angenommen und Objekte geschaffen, die vom Wind in umdrehende Bewegung versetzt werden.

## Anwendungsbereiche
Whirligigs werden gerne als Aushängeschild für Berufe oder sonstige Zugehörigkeiten genutzt, wobei dann eine typische Handlung und dementsprechende Gegenstände in der bildhaften Zusammenstellung eines solchen Bewegungsspieles kombiniert werden. So kann zum Beispiel ein Schmied am Amboss einen Hammer schwingen oder Schiffe segeln auf dem Dach des Kapitänshäuschens im Kreis herum.

## Dekoration

### Bewegte Szene
Auch als reine Zierde ohne Werbung für einen Beruf, eine Zunft oder eine geschäftliche Tätigkeit wird ein Whirligig gerne benutzt, zum Beispiel um das Eigenheim oder einen Garten zu verschönern. So sieht man eine Wildgans, deren Flügel auf und ab schlagen und so den Eindruck erwecken, dass der Vogel fliegt. Tatsächlich treibt ein Windrad über Kurbel und feines Drahtgestänge die Flügel. Dies wird durch ein Windrad und einen kaum sichtbaren Kurbelmechanismus bewerkstelligt, der die Flügel bewegt. Dargestellt kann auch eine Figur sein, die Luft in einen Fahrradreifen pumpt oder ein Gärtner, der an einem Schleifstein kurbelt, während seine Frau den Spaten anschleift. Immer liefert ein vom Wind angeströmtes Windrad vor oder hinter der Szene Drehmoment als Antrieb. Mit einem Kurbeltrieb und Pleuel werden am einfachsten Hin- und Her-Bewegungen erzeugt.

### Rotoren und verdrilltes Band
Savonius-Rotoren mit vertikaler Achse, 2 oder 3 Flügeln, prismatisch oder verdrillt, nur unten oder auch oben gelagert, eventuell konisch, mitunter mit unterschiedlich hoch angeordneten Flügeln bilden sich im Wind drehende Objekte. Ihre Oberfläche kann eine Werbebotschaft tragen. Damit Text gut gelesen werden kann, sollte sich der Rotor an seiner Vorderseite nach links drehen. Typisch 50–100 cm hohe 
eher schmale Rotoren werden auf Fußgängerflächen aufgestellt. Flugdächer von Tankstellen, Dächer von Häusern und Fahrzeugen werden als Montagebasis genutzt.
Auf etwa horizontal gespannten Leinen können rosettenförmige Windräder mit 20–30 cm Durchmesser in 3–4-fachem Abstand schnurgelagert aufgefädelt werden.
Von einem Wickel axial abgezogenes Absperrband, typisch 5–6 cm breit,  zeigt gespannt eine stärkere Verdrillung. Wird so ein Drill längs angeblasen, verdreht sich die Doppelhelix am stärksten in ihrer Längenmitte. Die Gewindegänge scheinen sich hier in Windrichtung zu verschieben. Veränderlicher Wind bewirkt ein Schaukeln dieser Erscheinung. Ist das Band rot-weiß-rot gestreift ist der Effekt besonders gut zu sehen.

## Nutzung als Wetterfahne
Außer zu rein dekorativen Zwecken kann man ein Whirligig auch als Wetterfahne nutzen, indem man es durch eine Leitfläche auf einer senkrecht stehenden Drehachse zur Windrichtung nachführbar gestaltet. Dies kann ein Wetterhahn sein mit einem Windrad dort, wo seine Flügel sind. Bei schneller Rotation desselben sieht man nicht, ob es die Flügel sind oder ob es nur ein Windrad ist, das sich surrend im Wind bewegt. Auch ein Flugzeug, drehbar auf einer Stange gelagert, kann so die Windrichtung anzeigen. Das geschieht mit der Heckflosse als Leitfläche, die das Modell zum Wind ausrichtet. Gleichzeitig kann man auch den Eindruck erwecken, mit seinen im Wind laufenden Propellern fliege es wie ein echtes Flugzeug, nur eben auf der Stelle.
Bei der Gestaltung von Whirligigs sind der Fantasie thematisch kaum Grenzen gesetzt und es gibt sehr viele Möglichkeiten, durch spezielle Mechanik Bewegung in eine gestellte Szene zu bringen.